# Ганцикловір
Ганциклові́р — синтетичний противірусний препарат з групи нуклеозидних аналогів для парентерального та внутрішньоочного застосування. Ганцикловір для парентерального застосування розроблений швейцарською компанією «Hoffmann-La Roche» під торговельними назвами «Цимевен» та «Цитовен», а форма для внутрішньоочного застосування розроблена компанією «Bausch & Lomb», тамає торговельну назву «Вітрасерт».

## Фармакологічні властивості
Ганцикловір — синтетичний противірусний препарат з групи нуклеозидних аналогів. Механізм дії препарату полягає в утворенні активного метаболіту — ганцикловіру трифосфату, що інгібує фермент вірусів — ДНК-полімеразу — та гальмує синтез вірусної ДНК. До препарату чутливими є герпесвіруси людини — віруси герпесу, цитомегаловіруси, вірус вітряної віспи / оперізуючого герпесу, вірус Епштейна — Барр.

### Фармакокінетика
Ганцикловір після внутрішньовенного введення швидко розподіляється в організмі. Біодоступність препарату складає 100 %. Препарат погано зв'язується з білками крові. Препарат проникає через гематоенцефалічний бар'єр. Препарат проникає через плацентарний бар'єр та виділяється через грудне молоко. Ганцикловір не метаболізується, виводиться препарат з організму нирками у незміненому вигляді. Період напіввиведення препарату становить 2,5—3,6 години, при нирковій недостатності цей час може збільшуватись.

## Показання до застосування
Ганцикловір застосовують для лікування маніфестної цитомегаловірусної інфекції, що загрожує життю або зору, у хворих на СНІД і у пацієнтів після пересадки органів чи хіміотерапевтичного лікування злоякісних пухлин; для профілактики цитомегаловірусної інфекції у хворих після пересадки органів. У вигляді внутрішньоочного імплантату застосовують для лікування цитомегаловірусного ретиніту в поєднанні з прийомом всередину противірусних препаратів.

## Побічна дія
При застосуванні ганцикловіру можливі наступні побічні ефекти:
- З боку шкірних покривів — частіше (більше 1 % випадків) висипання на шкірі, свербіж шкіри; менш часто (менше 1 %) алергічний дерматит, кропив'янка, синдром Стівенса-Джонсона, синдром Лаєлла, акне, целюліт, гіпергідроз, фотодерматоз, фурункульоз, алопеція, герпетичні висипання на шкірі.
- З боку дихальної системи — менш часто (менше 1 % випадків) задишка, кашель, носові кровотечі, пневмоцистна пневмонія, астматичний бронхіт, риніт, ексудативний плеврит, ангіна, синусити.
- З боку травної системи — найчастіше (до 7 % випадків) нудота, блювання, діарея[2]; часто (більше 1 % випадків) зниження апетиту, біль у животі, метеоризм, сухість у роті, кандидоз стравоходу; менш часто (менше 1 % випадків) блювання з кров'ю (гематемезіс), шлунково-кишкові кровотечі, порушення смаку, гепатит, жовтяниця, печінкова недостатність, панкреатит, стоматит, виразковий стоматит, глосит, езофагіт.
- З боку нервової системи — частіше (у 10—15 % випадків хворих на СНІД) головний біль, судоми, сплутаність свідомості; часто (більше 1 % випадків) безсоння, підвищена втомлюваність, парестезії; менш часто (менше 1 % випадків) гіпостезія, запаморочення, кома, втрати свідомості, атаксія, погіршення пам'яті, амнезія, суїцидальні думки, депресія, психози, галюцинації, зниження лібідо, сонливість, енцефалопатія, ішемія головного мозку, периферична невропатія, шум у вухах, погіршення слуху, нетримання калу; при застосуванні у вигляді очного імплантату часто глаукома, ретиніт, помутніння або деструкція скловидного тіла, нечіткість зору, крововиливи в сітківці.
- З боку опорно-рухового апарату — менш часто (менше 1 % випадків) міалгії, міопатії, артралгії, оссалгії, біль у спині, судоми м'язів.
- З боку сечовидільної системи —у більш ніж 20 % випадків ураження нирок внаслідок перекриття просвіту ниркових канальців кристалами ганцикловіру при профілактичному застосуванні препарату після трансплантації нирки[2]; менш часто (менше 1 % випадків) гостра та хронічна ниркова недостатність, дизурія, поллакіурія, гематурія, нетримання сечі, тубулярний ацидоз.
- З боку серцево-судинної системи — менш часто (менше 1 % випадків) інфаркт міокарду, ішемічна хвороба серця, артеріальна гіпо- та гіпертензія, дилятація периферичних судин, тахікардія, аритмія, втрати свідомості, флебіти та тромбофлебіти.
- Інші побічні ефекти — частіше (більше 1 % випадків) кахексія, сепсис, кандидоз та мікобактеріози, гарячка; менш часто (менше 1 % випадків) цукровий діабет, імпотенція, набряки, спленомегалія, біль в молочних залозах, чоловіче безпліддя, лімфаденопатія.
- Зміни в лабораторних аналізах — дуже часто нейтропенія (у 40 % випадків у хворих СНІДом) та тромбоцитопенія (яка спостерігають у 15—20 % у ВІЛ-позитивних пацієнтів)[2]; частіше (більше 1 % випадків) спостерігають також підвищення активності амінотрансфераз та лужної фосфатази, підвищення рівня білірубіну в крові; анемія; у менш ніж 1 % випадків відбувається гіпокальціємія, гіпонатріємія, гіпокаліємія, апластична анемія, гемолітична анемія, нейтрофільоз, еозинофілія, панцитопенія, гіперглікемія або гіпоглікемія, протеїнурія, зниження кліренсу креатиніну.
- Місцеві реакції — у менш ніж 1 % випадків спостерігаються абсцес, крововилив, набряк у місці введення, кровотеча, флебіт.

## Протипоказання
Ганцикловір протипоказаний при підвищеній чутливості до препарату та ацикловіру і його похідних, при вираженій тромбоцитопенії та нейтропенії, вагітності, годуванні грудьми і чоловікам, що планують батьківство. Препарат не застосовується у дітей молодших 12 років.

## Форми випуску
Ганцикловір випускається у вигляді порошку в флаконах для парентерального застосування по 0,5 г та внутрішньоочного імплантату Вітрасерт.